# Linares (Colômbia)
Linares é um município da Colômbia, localizado no departamento de Nariño.